# Academi
La Academi (in precedenza Blackwater USA, Xe Services LLC e fino al dicembre 2011 Blackwater Worldwide), è una compagnia militare privata statunitense fondata nel 1997 da Erik Prince, un ex-Navy SEAL erede di una ricca fortuna di famiglia.
Attualmente ha la sua sede nella città di Reston nello stato della Virginia. È considerata una delle più importanti compagnie militari private del mondo, con ruoli di primo piano come security contractor in Iraq per conto del governo degli Stati Uniti d'America.

## Storia

Il vecchio logo

Nel corso degli anni 2000 è divenuta famosa per esser stata coinvolta in diversi fatti di sangue durante la guerra in Iraq e la guerra in Afghanistan; nel 2004 l'uccisione e lo scempio dei cadaveri di 4 operatori di sicurezza della Blackwater in un'imboscata a Falluja spinse le forze militari statunitensi ad avviare un'ampia operazione per riprendere il controllo militare sulla città. Nelle settimane successive all'evento le famiglie degli operatori uccisi denunciarono la Blackwater per le numerose anomalie nelle procedure operative a cui avevano costretto i loro congiunti, sacrificando la sicurezza a interessi di "economizzazione" delle operazioni. Inoltre la Blackwater ha subito pesanti critiche per le politiche operative estremamente aggressive tenute dai suoi agenti in Iraq: per garantire una forte cornice di sicurezza i convogli della Blackwater usano abitualmente procedure tattiche preventive e dissuasive molto pericolose per la popolazione e i passanti delle aree attraversate.
Il 16 settembre 2007 queste procedure hanno portato a un incidente di fuoco a Baghdad in cui 17 iracheni, di cui almeno 14 civili, sono rimasti uccisi dal fuoco degli operatori della Blackwater. L'incidente, per cui furono condannati 4 operativi della società, ha generato numerose polemiche, ha condotto a una revisione delle procedure operative imposte alla Blackwater dal Dipartimento di Stato e all'avvio di un'inchiesta del Congresso degli Stati Uniti, inchiesta in cui sono state valutate anche altre denunce sull'operato della Blackwater in Iraq e Afghanistan. A causa di questi scandali la compagnia decise nel 2007 di cambiare il proprio nome in XE Services, in seguito modificato in Academi.

## Attività
Viene ritenuta il principale contractor del Dipartimento di Stato USA, cui fornisce quasi 1.000 operatori di sicurezza, quasi tutti ex-militari, prevalentemente assegnati a operazioni di protezione del personale diplomatico in teatro di guerra. Oltre alle attività di protezione diretta, gli operatori della Blackwater forniscono diversi tipi di supporto tecnico e logistico specializzato.
La Blackwater dispone, presso la sua sede di Moyock in Carolina del Nord, di un'enorme area di addestramento attrezzata con numerosi poligoni e strutture speciali di allenamento di 7.000 acri, dove ogni anno vengono addestrati o perfezionati circa 35.000 operatori di sicurezza (contractor, militari, agenti di polizia di numerosi Stati degli USA). Le attività addestrative sono ritenute di altissimo livello professionale e sono caratterizzate dall'estremo realismo degli scenari esercitativi.